# هانس نيلسن
هانس نيلسن (بالألمانية: Hans Nielsen)‏ (و. 1911 – 1965 م) هو ممثل، وممثل صوت، من ألمانيا، ولد في هامبورغ، توفي في برلين، عن عمر يناهز 54 عاماً بسبب ابيضاض الدم.

## وصلات خارجية
- هانس نيلسن على موقع IMDb (الإنجليزية)
- هانس نيلسن على موقع مونزينجر (الألمانية)
- هانس نيلسن على موقع ألو سيني (الفرنسية)
- هانس نيلسن على موقع أول موفي (الإنجليزية)
- هانس نيلسن على موقع قاعدة بيانات الأفلام السويدية (السويدية)
- هانس نيلسن على موقع قاعدة بيانات الفيلم (الإنجليزية)
- هانس نيلسن على موقع كينوبويسك (الروسية)